# Grolsch Frisse Lentebok
Grolsch Frisse Lentebok is een Nederlands bier van lage gisting.
Het bier, dat sinds 1995 op de markt verkrijgbaar is, wordt gebrouwen bij Grolsch in Enschede. Het is een donkergeel, goudkleurig bier met een alcoholpercentage van 7%.

## Naamsveranderingen
Grolsch Frisse Lentebok heette voor 1995 Grolsch Meibok. 
In 2005 werd de naam gewijzigd van Grolsch Lente Bok in Grolsch Premium Lentebok, en in 2013 in Grolsch Frisse Lentebok.